# Finer Feelings
»Finer Feelings« je pesem avstralske pop pevke Kylie Minogue. Pesem so izdali kot zadnji singl z njenega glasbenega albuma Let's Get to It; nameravali so ga izdati že po pesmi »Word Is Out«, vendar so ga nazadnje izdali nekoliko kasneje, po pesmi »If You Were with Me Now«. Aprila 1992 so izdali remix Brothers in Rhythm pesmi »Finer Feelings«; pesem je zasedla enajsto mesto na britanski in šestdeseto na avstralski glasbeni lestvici, kjer je postala njen do takrat najmanj uspešen singl. V naslednjih osemnajstih letih je pesem ostala edini singl Kylie Minogue, ki na avstralski lestvici ni zasedla enega od prvih petdesetih mest. Romantični videospot za pesem je režiral Dave Hogan, ki je režiral že njena dva videospota za singla »What Do I Have to Do?« in »Shocked«; navdihnila so ga trideseta in štirideseta leta dvajsetega stoletja, posneli pa so ga v Parizu. Pesem »Finer Feelings« je ena od pri oboževalcih najbolj priljubljenih pesmi Kylie Minogue; slednja je odlomke iz pesmi izvedla na turneji KylieFever2002 in Showgirl Homecoming, kljub temu pa je niso vključili na kompilacijo, Ultimate Kylie. B-stran pesmi, »Closer«, ni ista pesem kot tista, ki so jo izdali preko albuma Aphrodite, čeprav nosi isti naslov.
Pesem so 25. januarja 2012 ponovno izdali preko kanala YouTube, kot del kompilacije K25.

## Seznam verzij
CD s singlom
1. »Finer Feelings« (remix Brothers in Rhythm) – 3:47
2. »Finer Feelings« (razširjeni remix Brothers in Rhythm) – 6:47
3. »Finer Feelings« (originalni remix/verzija z albuma) – 3:55
4. »Closer« (Pleasureov remix)

Kasezta s singlom
1. »Finer Feelings« (remix Brothers in Rhythm) – 3:47
2. »Closer« (remix)

Gramofonska plošča s singlom #1
1. »Finer Feelings« (remix Brothers in Rhythm) – 3:47
2. »Closer« (remix)

Gramofonska plošča s singlom #2
1. »Finer Feelings« (razširjeni remix Brothers in Rhythm) – 6:47
2. »Closer« (Pleasureov remix)

## Nastopi v živo
Kylie Minogue je s pesmijo »Finer Feelings« nastopila na naslednjih koncertnih turnejah:
- Let's Get to It Tour
- KylieFever2002 (mešano z drugimi uspešnicami Kylie Minogue)
- Showgirl: The Homecoming Tour (kratesk uvod, ki ga je izvedla skupaj s pesmijo »Samsara«)

## Dosežki
| Lestvica (1992)                            | Dosežek |
| ------------------------------------------ | ------- |
| Avstralija (ARIA)                          | 60      |
| Evropa (Eurochart Hot 100 Singles)         | 45      |
| Nemčija (Media Control Charts)             | 61      |
| Irska (IRMA)                               | 16      |
| Slovenija                                  | 25      |
| Južna Afrika (South African Singles Chart) | 25      |
| Združeno kraljestvo (UK Singles Chart)     | 11      |